# Мінськ-Мазовецький гето
52°10′45″ пн. ш. 21°34′20″ сх. д. / 52.1792° пн. ш. 21.5721° сх. д.
Мінськ-Мазовецький гето або Мінське гетто (пол. Getto w Mińsku Mazowieckim, їд. נאוואמינסק   , Novominsk) було гетто Другої світової війни, засноване нацистською Німеччиною в окупованій Польщі. Там було ув'язнено близько 7000 польських євреїв з усіх сусідніх поселень з метою переслідування та експлуатації. Через два роки, починаючи з 21 серпня 1942 року під час найбільш смертоносної фази Голокосту в окупованій Польщі, їх було зібрано – чоловіків, жінок і дітей – і депортовано до табору смерті Треблінка на борту потягів Голокосту. У процесі ліквідації гетто близько 1300 євреїв були страчені СС на вулицях Мінська-Мазовецького.

## Історія
Після нацистсько-радянського вторгнення до Польщі у вересні 1939 року 25 жовтня 1940 року в Мінську було створено гетто за 41 кілометр на схід від Варшави та вздовж вулиць Сієнницької, Наджечної, Мостової та Варшавської. Близько 5000 євреїв були змушені переселитися туди з усього міста, після чого почалося розширення ґетто з більшою кількістю розкуркулених євреїв, привезених з Калушина, Каліша, Липно та Паб’яніце. Тим, хто був ув’язнений у межах гетто, есесівці дозволяли голодувати за невиправдані суми грошей. Коли було можливо, вони отримували допомогу від неєврейських поляків ззовні, які займалися контрабандою харчів і передавали кенкарти, створені підпіллям. Така діяльність становила серйозну небезпеку через присутність німецької меншини в Мінську, яка служила в місцевому батальйоні Зондердінст (зондердієнст із гарматами був сформований гауляйтером Франком 6 травня 1940 року). Серед польських праведників були Гелена та Юліан Ґробельні, президенти Жеготи, які переховували понад десяток єврейських активістів у своєму будинку неподалік. Були також християнські поляки, страчені СС за звинуваченням у допомозі євреям.

### Опір гетто

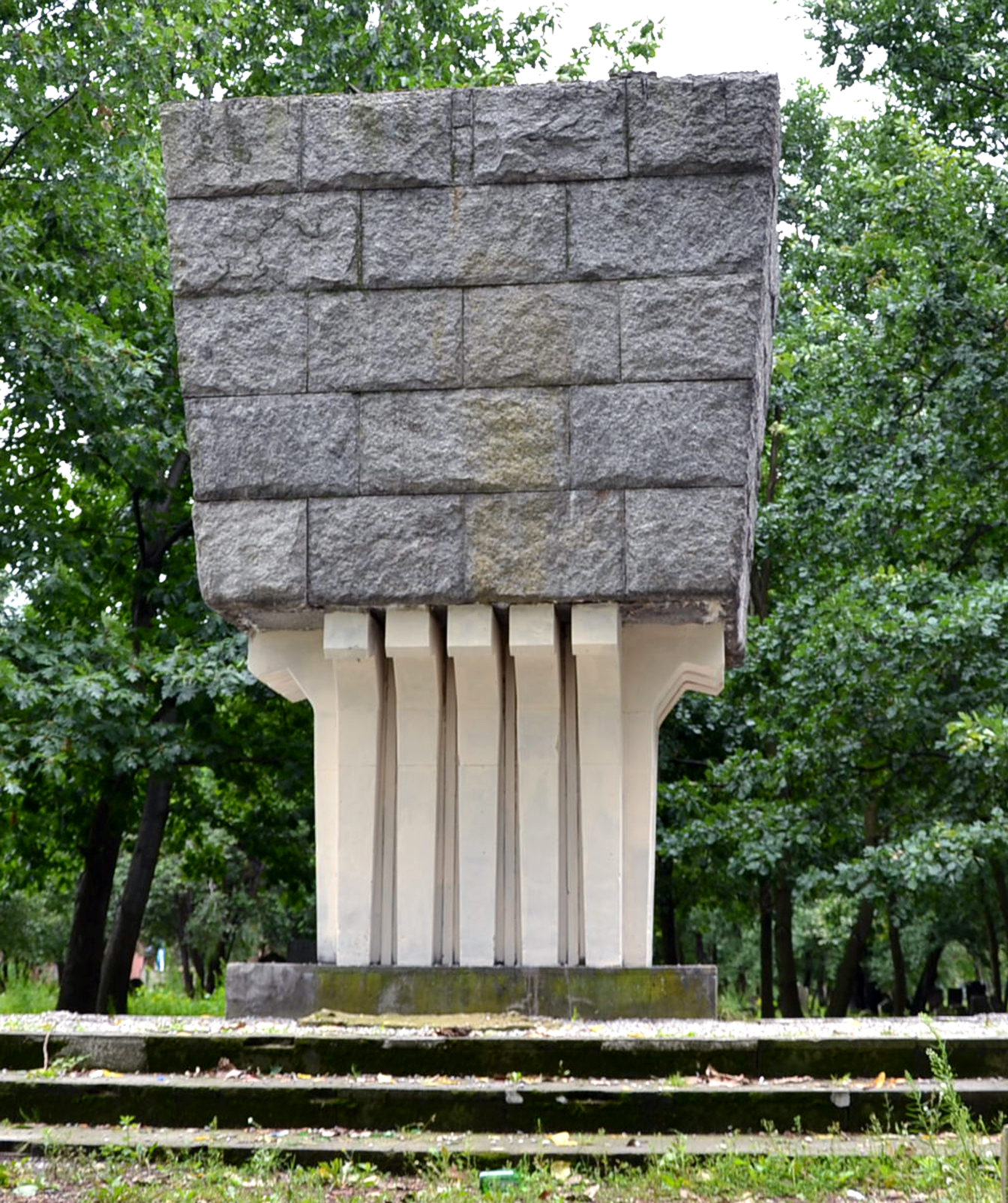
Меморіал жертвам Голокосту на єврейському кладовищі в Мінську

У середині 1941 року в гетто сформувалося підпільне спротив, яке почало планувати втечу на свободу. Збирали пожертви на закупівлю зброї. У червні та липні 1942 р. було організовано збір коштів для євреїв. Проте вже наступного місяця 21 серпня почалася акція з ліквідації гетто. Близько 5000 євреїв повантажили у товарні потяги, зачинили й наступного дня відправили до Треблінки. Більшість із решти 1000-1300 євреїв (багато з них намагалися сховатися) були розстріляні в різних місцях міста разом із усіма членами Юденрату, включаючи його президента Моше Крамаржа, його заступника Маєра Брікса, а також Янкеля Поповський, Гіл Моргенштерн, Моше Вайнберг, пан Бресслер, пан Слонь, пан Штутман та інші вбиті за будинком СС на вулиці Варшавській, 35. Декільком сотням чоловіків дозволили жити і тимчасово розділилися на робочі батальйони для полонених. Першу групу у складі 150 чоловік розмістили на захопленому нацистами довоєнному чавуноливарному заводі K. Rudzki i S-ka, який знаходився на вулиці Piłsudskiego, 55. Друга група приблизно з 500 чоловіків була переміщена до приміщення державної школи № 1 на 39 Siennicka, як робоча сила німецької компанії Wolf & Goebel.

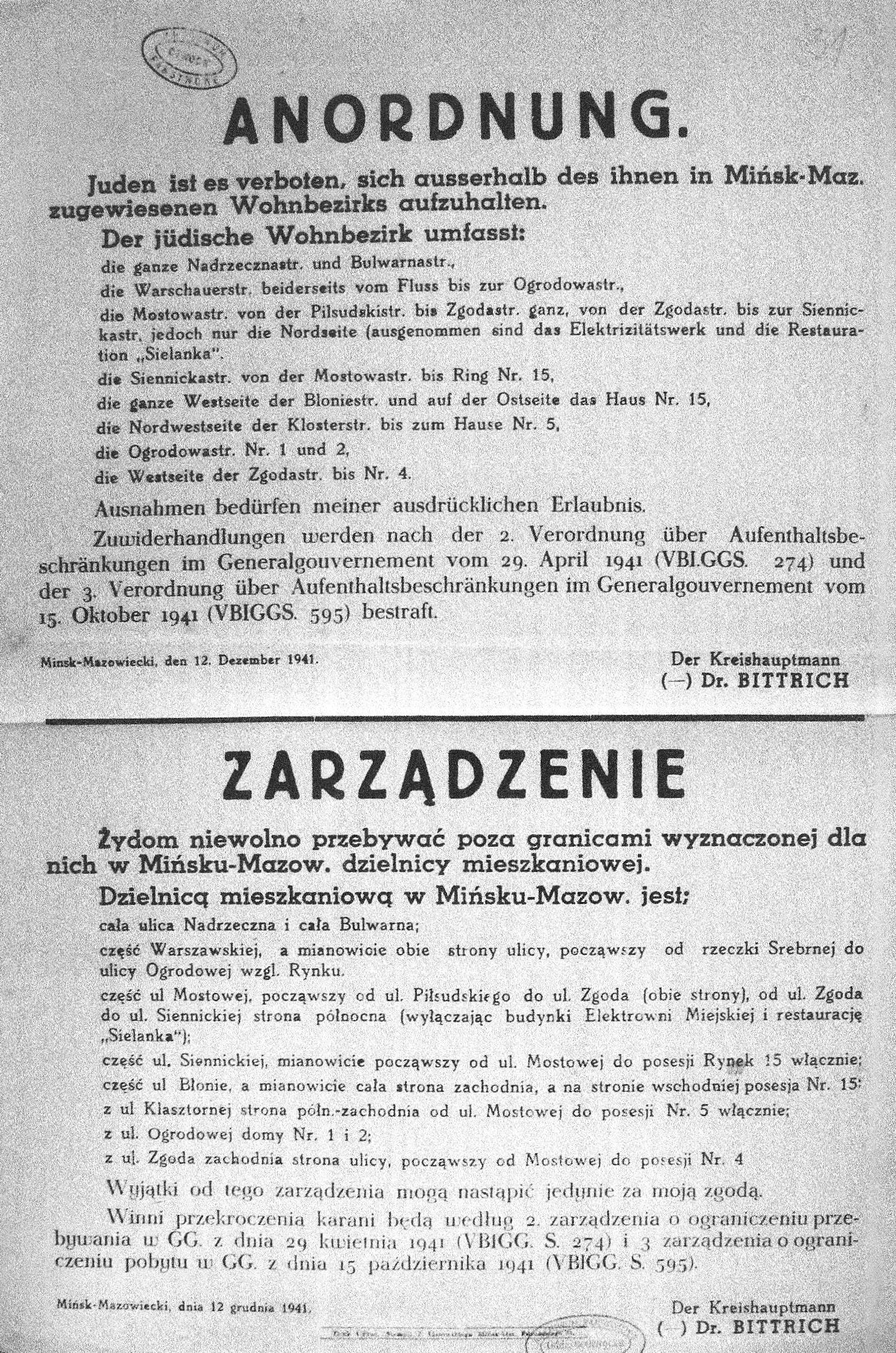
Німецьке оголошення в Мінську про заборону євреям виїжджати за межі визначеної території гетто. Підписано Крейсгауптманом Бітріхом 12 грудня 1941 року.

Остання хвиля масових розстрілів почалася через кілька місяців. 24 грудня 1942 року велику групу євреїв із будівлі школи (перейменованого на табір Копернікуса) перевезли на єврейський цвинтар і там убили; ті, хто залишився (близько 250 рабів), були вбиті 10 січня 1943 року після повстання в'язнів Коперніка. Есесівці оточили приміщення, плануючи акцію депортації, але в’язні зачинилися всередині та чинили опір, що приголомшило есесівців у стан недовіри. Після боротьби будівлю зрештою підпалили і згоріли разом з євреями всередині. Тим часом на ливарному заводі імені К. Рудзкі (перейменованого на Krupp AG) 5 травня було вилучено понад 100 єврейських робітників. червня 1943 р. і розстріляний як останній. Гетто більше не було. У Мінську розвинувся підпільний рух опору, а згодом Армія Крайова (АК) отримала можливість відплатити. 22 липня 1943 року шеф гестапо Шмідт потрапив у засідку і був застрелений партизанами.
Наприкінці німецької окупації Польщі Мінськ-Мазовецький був визволений не наступаючою Червоною армією, а польськими солдатами АК, які увійшли в місто попереду них. Хоча відомо, що 250 євреїв Мінська вижили – багатьох із них врятували польські сім’ї на «арійській» стороні міста (включаючи тих, кому вдалося втекти від депортації в Треблінці), довоєнна єврейська громада була фактично знищена в Мінську під час Голокост. Після закінчення війни не було до кого і не було до чого повертатися.

## Видатні особистості
- Юліан Гробельний, польський Праведник народів світу, який керував Жеготою та переховував євреїв, які переховувалися поблизу Мінська.